# Zračna luka Sofija
Zračna luka Sofija (IATA: SOF, ICAO: LBSF; bugarski: Летище София) je zračna luka koja opslužuje Sofiju i najveća je zračna luka u Bugarskoj.
Zračna luka se nalazi 10 km istočno od centra Sofije. U 2015. godini kroz zračnu luka prošlo je 4.088.943 putnika što je najviše u povijesti i povećanje od 7,2% u odnosu na 3.815.158 putnika 2014. godine.
Prva zračna luka za Sofiju početa je s građenjem u kasnim 1930-im, prvo 6,3 km, zatim 7,5 km potom 9 km te danas 10,2 km od središta grada. Zračna luka je prvo korištena za domaće letove između Sofije i Burgasa, Plovdiva, Rusea i Varne. Godine 1938. jugoslavenska zrakoplovna kompanija Aeroput počela je redovite izravne letove između Sofije i Beograda tri puta tjedno koristeći Lockheed Model 10 Electra avione. Zračna luke je služila Sofiji koja je tada imala 250.000 stanovnika.
Danas zračna luka ima dva terminala. Terminal 1 je izgrađen u prvoj polovici 20. stoljeća, a otvoren je 16. rujna 1937., te je proširen i poboljšan mnogo puta, uključujući i veliku obnove 2000. godine. Terminal 2 službeno je otvoren 27. prosinca 2006. godine simboličnim dolaskom leta Bulgaria Air iz Bruxellesa. Projekat gradnje drugog terminala jedan je od najvećih projekata u Bugarskoj koje je finacirala EU iz programa ISPA. 

## Vanjske poveznice
- Službena stranica  Arhivirana inačica izvorne stranice od 18. siječnja 2009. (Wayback Machine) (engl.)